# Crowley (Texas)
Crowley è un centro abitato degli Stati Uniti d'America situato nella contea di Johnson dello Stato del Texas.
La popolazione era di 12.838 persone al censimento del 2010.

## Geografia fisica
Crowley è situata a 32°34′37″N 97°21′35″W (32.577027, -97.359797), 2 km a ovest della Interstate 35W e 15 miglia (24 chilometri) a sud del centro di Fort Worth.
Secondo lo United States Census Bureau, ha un'area totale di 7,3 miglia quadrate (18,8 km²), di cui 0,01 miglia quadrate (0,03 km²), o 0,18%, d'acqua.